# Francis Muthaura
Francis Muthaura, né le 20 octobre 1946, est un diplomate kényan qui a notamment été le premier secrétaire général de la Communauté d'Afrique de l'Est de la création du poste en 1996 jusqu'à 2001.
Il est un temps poursuivi par la Cour internationale de justice eu égard à des soupçons d'organisation de violences post-électorales en 2007-08 au Kenya. En 2013, la CPI abandonne ses poursuites contre Francis Muthaura.